# Іоан Думітраче
Іоан Думітраче (рум. Ioan Dumitrache; 25 серпня 1889 — 6 березня 1977) — румунський військовий діяч, корпусний генерал (1947). Кавалер Лицарського хреста Залізного хреста.

## Біографія

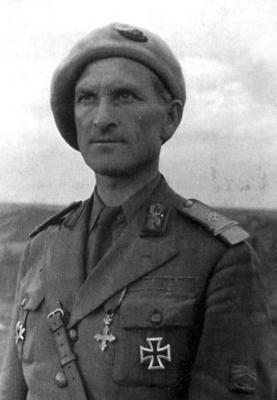

В 1909 році поступив на службу в армію. Учасник Першої світової війни. В 1924 році закінчив Військові академію. З 1929 року — командир 2-го гірського батальйону, з 1935 року — командир 4-ї кінної групи. З 10 травня 1941 року — командир 2-ї змішаної гірської бригади (з березня 1942 року — 2-га гірська дивізія). Взимку 1941/42 відзначився у боях під Харковом. У складі групи армій «А» брав участь у боях на радянсько-німецькому фронті, в тому числі під Сталінградом, де в оперативному відношенні підкорявся штабу 4-ї танкової армії. Відзначився під час взяття Нальчика, де захопив у полон 3000 полонених. З 15 серпня 1944 року — командир гірського корпусу в Карпатах, з 15 жовтня — заступник командира корпусу.
20 березня 1945 року переведений у резерв, в 1947 році вийшов у відставку. 3 січня 1949 року заарештований за звинуваченням в причетності до воєнних злочинів. 6 жовтня 1950 року звільнений, решту життя прожив під наглядом спецслужб.

## Нагороди[2]
- Командор ордена Корони Румунії (8 червня 1940)
- Орден Михая Хороброго
  - 3-го класу (19 жовтня 1941)
  - 2-го класу (15 лютого 1943)
  - мечі до ордена 3-го класу (22 листопада 1944)
- Залізний хрест 2-го і 1-го класу
- Лицарський хрест Залізного хреста (21 листопада 1942)
- Орден «Захист Вітчизни» 3-го класу
- Орден «23 серпня» (1964)
- Інші румунські та іноземні нагороди.